# Shakhovite
La shakhovite est une espèce minérale  de formule Hg4SbO3(OH)3. Minéral fragile assez peu répandu qui se trouve généralement en cristaux plats de l'ordre de 2 mm.

## Caractéristiques physico-chimiques

### Critères de détermination
Décrite par Tillmanns et al. en 1982 et dédiée à Feliks Shakhov (1894-1971), directeur du département de géochimie de l'Académie des Sciences d'URSS.

### Topotype
Il existe deux topotypes :
- Khaidarkan, Vallée de Fergana, Osh Oblast, Kirghizistan (ex-URSS)[5] ;
- Kelyana, district de Baunt, République de  Buriatia, Sibérie, Russie.

Les échantillons types sont déposés :
- musée de géologie sibérienne, Académie des Sciences de Novossibirsk, N° BII-30 ;
- institut des mines de Saint-Pétersbourg, No 1212 ;
- musée minéralogique A. E. Fersman, Académie des Sciences de Moscou N°, 81603.

### Cristallographie
- Paramètres de la maille conventionnelle : a = 4,871 Å, b = 15,098 Å, c = 5,433 Å, Z = 2; beta = 98,86 ° V = 394,79 Å3
- Densité calculée = 8,61

## Gîtes et gisements

### Gîtologie et minéraux associés
GîtologieMinéral secondaire issu de la transformation secondaire et tardive dans les couches d'oxydation de filons de cinabre-stibnite.
Minéraux associésCalomel, eglestonite, mercure natif, montroydite, terlinguaïte, corderoïte, kelyanite, kuznetsovite, et des oxydes d'antimoine (Gisement de Kelyana au Kirghizistan).
Calomel, cinabre, mercure natif, malachite, goethite (Landsberg, Allemagne).

### Gisements producteurs de spécimens remarquables
- Allemagne, Rhénanie
  - Obermoschel
  - Rockenhausen
- Grèce,

Attique, Laurion
- Kirghizistan,

Osh Oblast, Alai Range
- Russie,

Sibérie Est, Transbaïkalie